# Hawk Point (Missouri)
Hawk Point est une ville du comté de Lincoln, dans le Missouri, aux États-Unis,. Située au sud-ouest du comté, elle est incorporée en 1908.

## Démographie
Lors du recensement de 2010, la ville comptait une population de 669 habitants. Elle est estimée, en 2016, à 684 habitants.

### Source de la traduction
- (en) Cet article est partiellement ou en totalité issu de l’article de Wikipédia en anglais intitulé « Hawk Point, Missouri » (voir la liste des auteurs).